# 1611 en arts plastiques
| Années des arts plastiques : 1608 - 1609 - 1610 - 1611 - 1612 - 1613 - 1614    |
| Décennies des arts plastiques : 1580 - 1590 - 1600 - 1610 - 1620 - 1630 - 1640 |

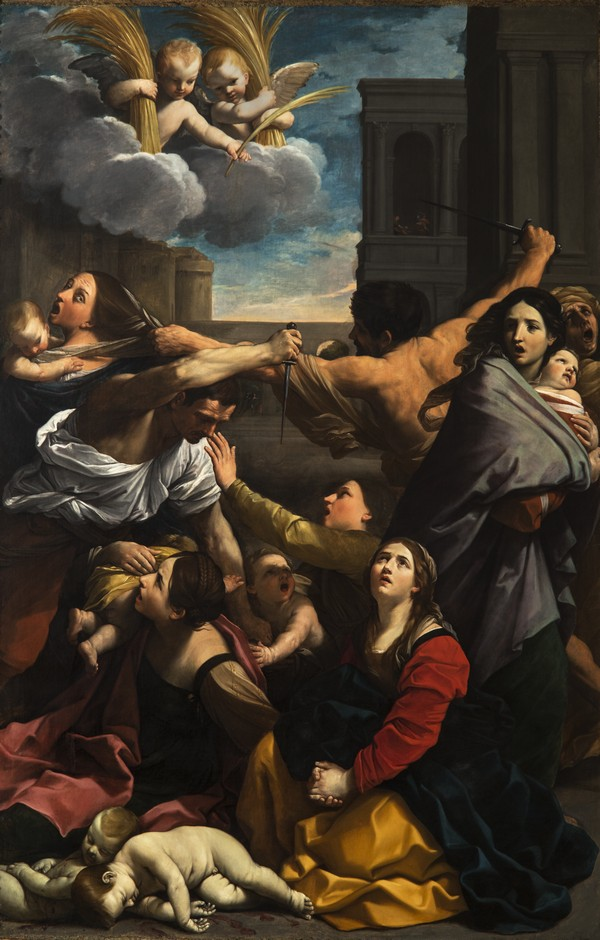
Le Massacre des Innocents, de Guido Reni..

Cette page concerne l'année 1611 en arts plastiques.

## Naissances
- 17 février : Maerten Boelema de Stomme,  peintre de natures mortes hollandais († 1664),
- 20 mars : Antonio de Pereda, peintre espagnol du siècle d'or († 30 janvier 1678),
- ? :
  - Giovanni Battista Bolognini, peintre baroque et graveur italien († 1668),
  - Charles-Alphonse Du Fresnoy, peintre, critique d'art et poète français († 16 janvier 1668),
  - Mateo Núñez de Sepúlveda, peintre espagnol († 1660),
  - Willem Van de Velde l'Ancien, peintre néerlandais († 13 décembre 1693),
- Vers 1611 :
- Hendrick Cornelisz. van Vliet, peintre néerlandais († 28 octobre 1675).

## Décès
- 27 juin : Bartholomeus Spranger, peintre maniériste, graveur et dessinateur brabançon (° 21 mars 1546),

- ? :
  - Giovanni Antonio Dosio, architecte et sculpteur italien (° 1533),
  - Nicolas de Hoey, peintre et graveur néerlandais (° vers 1547),
  - Jean I de Saive, peintre baroque d'histoire, de scènes de genre, portraitiste et armoriste namurois  (° 1540),

- Vers 1611 :
- Ludovico Buti, peintre italien du maniérisme tardif de l'école florentine (° vers 1560).